# UCI Oceania Tour 2017
Navigation
Édition précédente Édition suivante
L'UCI Oceania Tour 2017 est la treizième édition de l'UCI Oceania Tour, l'un des cinq circuits continentaux de cyclisme de l'Union cycliste internationale. Il est composé de six compétitions organisées du 22 janvier au 4 mars 2017 en Océanie.

## Calendrier des épreuves
| Date          | Course                                            | Pays             | Classe | Vainqueur      | Équipe                        |
| ------------- | ------------------------------------------------- | ---------------- | ------ | -------------- | ----------------------------- |
| 22-26 janvier | New Zealand Cycle Classic                         | Nouvelle-Zélande | 2.2    | Joseph Cooper  | IsoWhey Sports-Swiss Wellness |
| 1er-5 février | Herald Sun Tour                                   | Australie        | 2.1    | Damien Howson  | Orica-Scott                   |
| 2 mars        | Championnat d'Océanie du contre-la-montre         | Australie        | CC     | Sean Lake      | Australie                     |
| 2 mars        | Championnat d'Océanie du contre-la-montre espoirs | Australie        | CC     | Liam Magennis  | Australie                     |
| 4 mars        | Championnat d'Océanie sur route                   | Australie        | CC     | Sean Lake      | Australie                     |
| 4 mars        | Championnat d'Océanie sur route espoirs           | Australie        | CC     | Lucas Hamilton | Australie                     |

## Classements
- Classements

| Rang | Coureur          | Pays             | Équipe                                | Points |
| ---- | ---------------- | ---------------- | ------------------------------------- | ------ |
| 1    | Lucas Hamilton   | Australie*       | Mitchelton Scott                      | 285    |
| 2    | Michael Storer   | Australie*       |                                       | 260    |
| 3    | Jai Hindley      | Australie*       | Mitchelton Scott                      | 240    |
| 4    | Sean Lake        | Australie        | IsoWhey Sports-Swiss Wellness         | 198    |
| 5    | Damien Howson    | Australie        | Orica-Scott                           | 155    |
| 6    | Joseph Cooper    | Nouvelle-Zélande | IsoWhey Sports-Swiss Wellness         | 137    |
| 7    | Jason Christie   | Nouvelle-Zélande | Sapura                                | 118    |
| 8    | Cyrus Monk       | Australie*       | Drapac-Pat's Veg Holistic Development | 115    |
| 9    | Benjamin Dyball  | Australie        | St George Continental                 | 108    |
| 10   | Dylan Sunderland | Australie*       | NSW Institute of Sport                | 91     |

| Rang | Équipe                                | Pays        | Points |
| ---- | ------------------------------------- | ----------- | ------ |
| 1    | Mitchelton Scott                      | Chine       | 655    |
| 2    | IsoWhey Sports-Swiss Wellness         | Australie   | 517    |
| 3    | Drapac-Pat's Veg Holistic Development | Australie   | 211    |
| 4    | St George Continental                 | Australie   | 126    |
| 5    | Sapura                                | Malaisie    | 121    |
| 6    | NSW Institute of Sport                | Australie   | 120    |
| 7    | Delko-Marseille Provence-KTM          | France      | 108    |
| 8    | JLT Condor                            | Royaume-Uni | 90     |
| 9    | Ukyo                                  | Japon       | 55     |
| 10   | ONE                                   | Royaume-Uni | 45     |

| Rang | Pays             | Points |
| ---- | ---------------- | ------ |
| 1    | Australie        | 2518   |
| 2    | Nouvelle-Zélande | 956    |

| Rang | Pays             | Points |
| ---- | ---------------- | ------ |
| 1    | Australie        | 1955   |
| 2    | Nouvelle-Zélande | 214    |